# Most (stad)
Most (Duits: Brüx) is een statutaire stad in het noordwesten van Tsjechië, gelegen aan de zuidkant van het Ertsgebergte. De stad telt 63.856 inwoners (2023). De stad ligt midden in een winningsgebied van bruinkool en was onder het communistische bewind berucht om zijn milieuvervuiling. Bij de verbranding van bruinkool voor het winnen van elektrische energie komt namelijk bijzonder veel luchtverontreiniging vrij, vooral stikstofoxiden en zwaveldioxide.
Most is de hoofdplaats van de gelijknamige okres van de regio Ústí nad Labem.

## Geschiedenis
Vroeger was de naam van het stadje Bruchk (Most betekent brug). Het stadje was gebouwd op steenkoollagen, die hier gewoon aan de oppervlakte waren komen te liggen. Toen deze gemakkelijke energie ontdekt werd, begon men met het afgraven aan de buitenrand van de stad.

### Tweede Wereldoorlog
Gedurende de Tweede Wereldoorlog was Brüx een onderdeel van het Duitse Rijk. Er kwam een grote fabriek voor synthetische benzine, waar onder anderen Nederlandse krijgsgevangenen te werk werden gesteld. Er waren ook regelmatig bombardementen van de RAF en de USAAF om de productie van benzine terug te dringen.

### Oostblok
Toen na 1948 Tsjecho-Slowakije deel ging uitmaken van het Sovjetblok was de energie die gemakkelijk te winnen was in het toenmalige Oostblok hard nodig. Het gevolg was dat de regering van de Sovjet-Unie opdracht gaf tot het afgraven van de steenkool. De bewoners van de stad moesten maar ergens anders gaan wonen. Met mooie beloften van nieuwe goedkope woningen werd de stad Bruchk afgebroken en een paar kilometer verder weer opgebouwd. De kerk is in zijn geheel zo'n 841 meter verplaatst.
De rigoureuze verplaatsing van Most bracht toen een zekere welvaart met zich mee. Er werden, zoals in veel Oostbloksteden, grote aantallen flatgebouwen uit de grond gestampt, waar alle bewoners onderdak konden vinden.

### Na 1990
Most bestaat thans nagenoeg geheel uit hoge flatgebouwen. Eengezinswoningen of 2-onder-1-kap zijn er niet veel, hoewel rijkere inwoners nu hier en daar hun hogere woonwensen invullen. De bruinkool is nagenoeg op en daarmee ook gedeeltelijk de welvaart van vroeger. Het achtergebleven moerasgebied raakt langzamerhand weer begroeid en wordt onder controle gebracht.
In 2000 verkreeg de stad Most de status statutaire stad.

## Samenwerking met Meppel
De Nederlandse gemeente Meppel onderhoudt een stedenband met de statutaire stad Most. Dit contact tussen Meppel en Most is tot stand gekomen op initiatief van de Rotary Club Meppel. Op 30 oktober 1999 is een officiële stedenbandverklaring ondertekend. Sinds 1999 zijn er vanuit de stichting uitwisselingen geweest op het gebied van cultuur, sport en onderwijs. Zie de website: www.stedenbandmeppelmost.nl
De VNG organiseert "Municipal Management trainings programms" waarbij uitwisseling plaatsvindt tussen de beide gemeenten.

## Geboren in Most
- Melchior Heger (1522-1568), Thomascantor
- Andreas Hammerschmidt (1610/11–1675), componist
- Leopold Gassmann (1729–1774), componist
- Heini Halberstam (1926-2014), wiskundige
- Iveta Benešová (1983), tennisster
- Miriam Kolodziejová (1997), tennisster

## Stedenbanden
- Meppel (Nederland)
- Marienberg (Duitsland)

## Fotogalerij

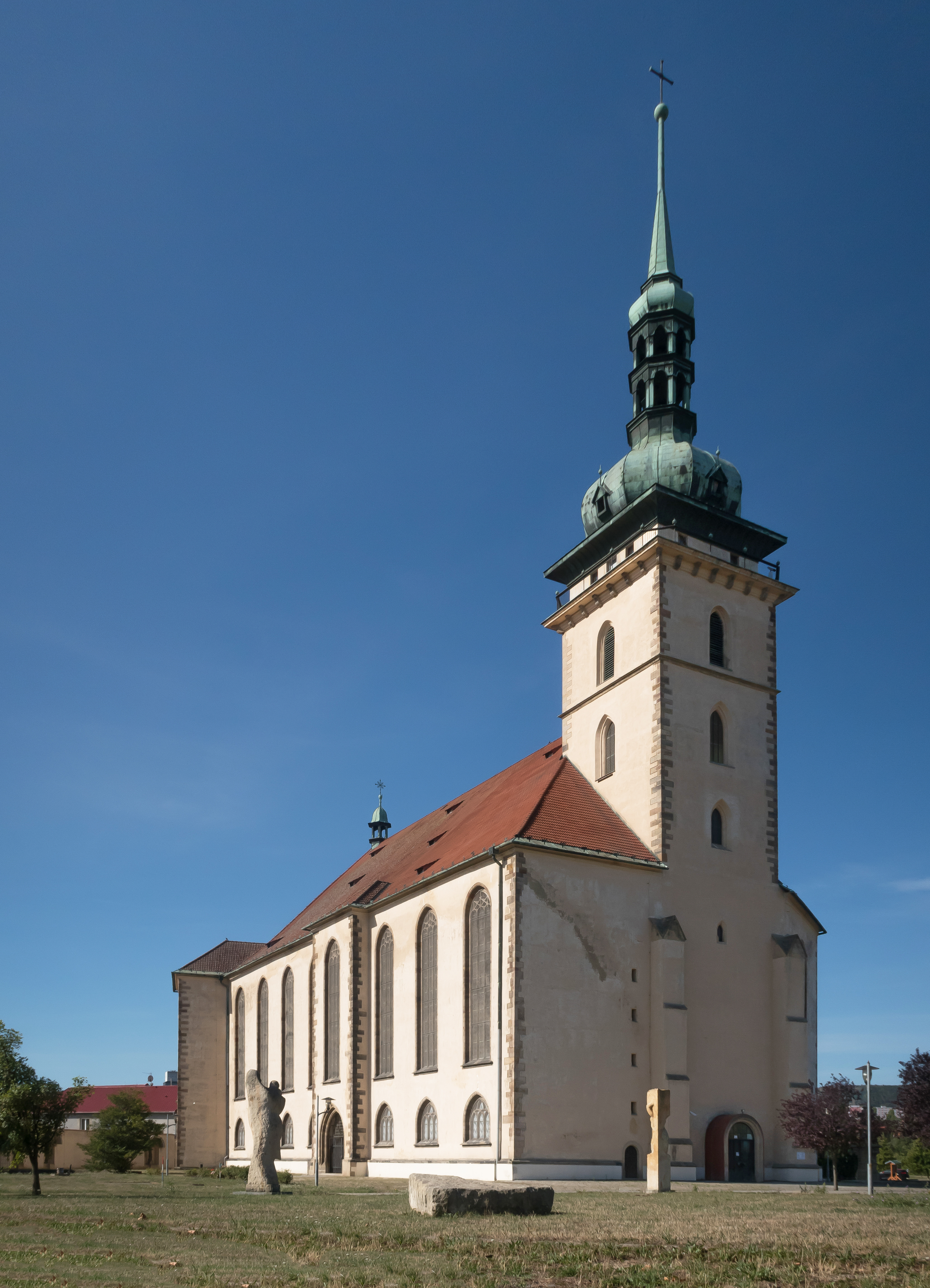
Kerk: kostel Nanebevzetí Panny Mari
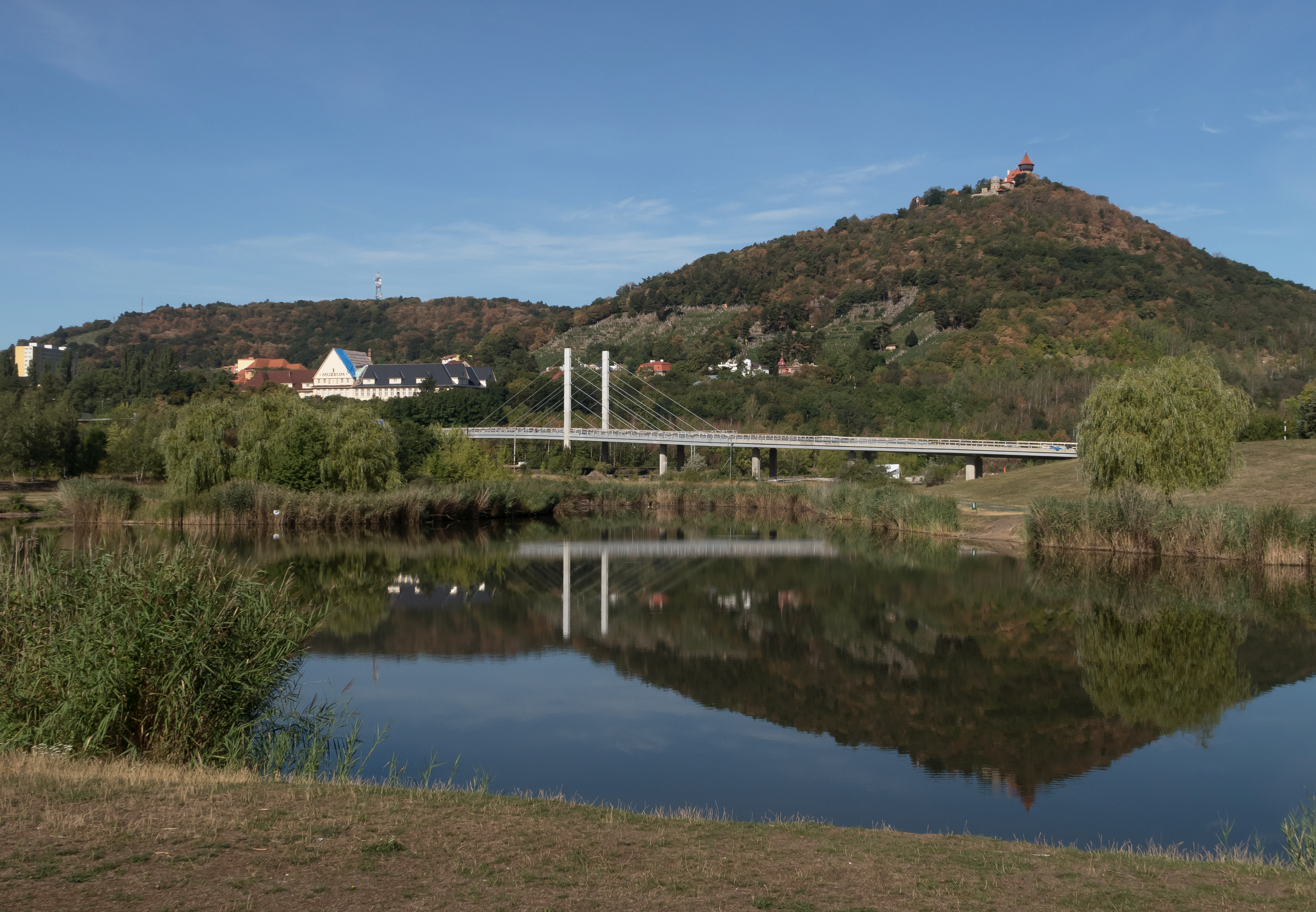
Kasteel (Hrad Hněvín) vanaf de kerk
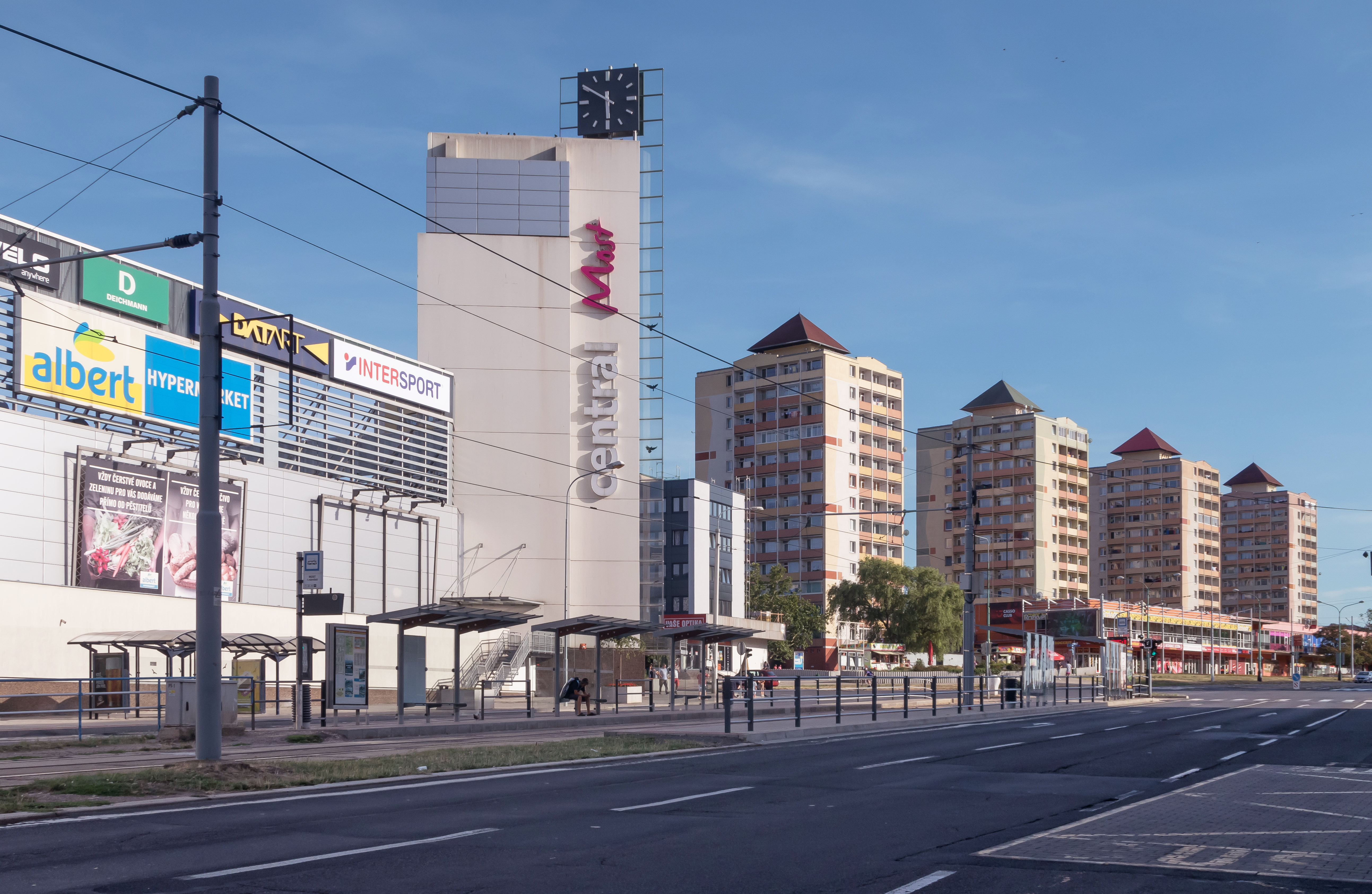
Straatzicht Budovatelů bij winkelcentrum Central
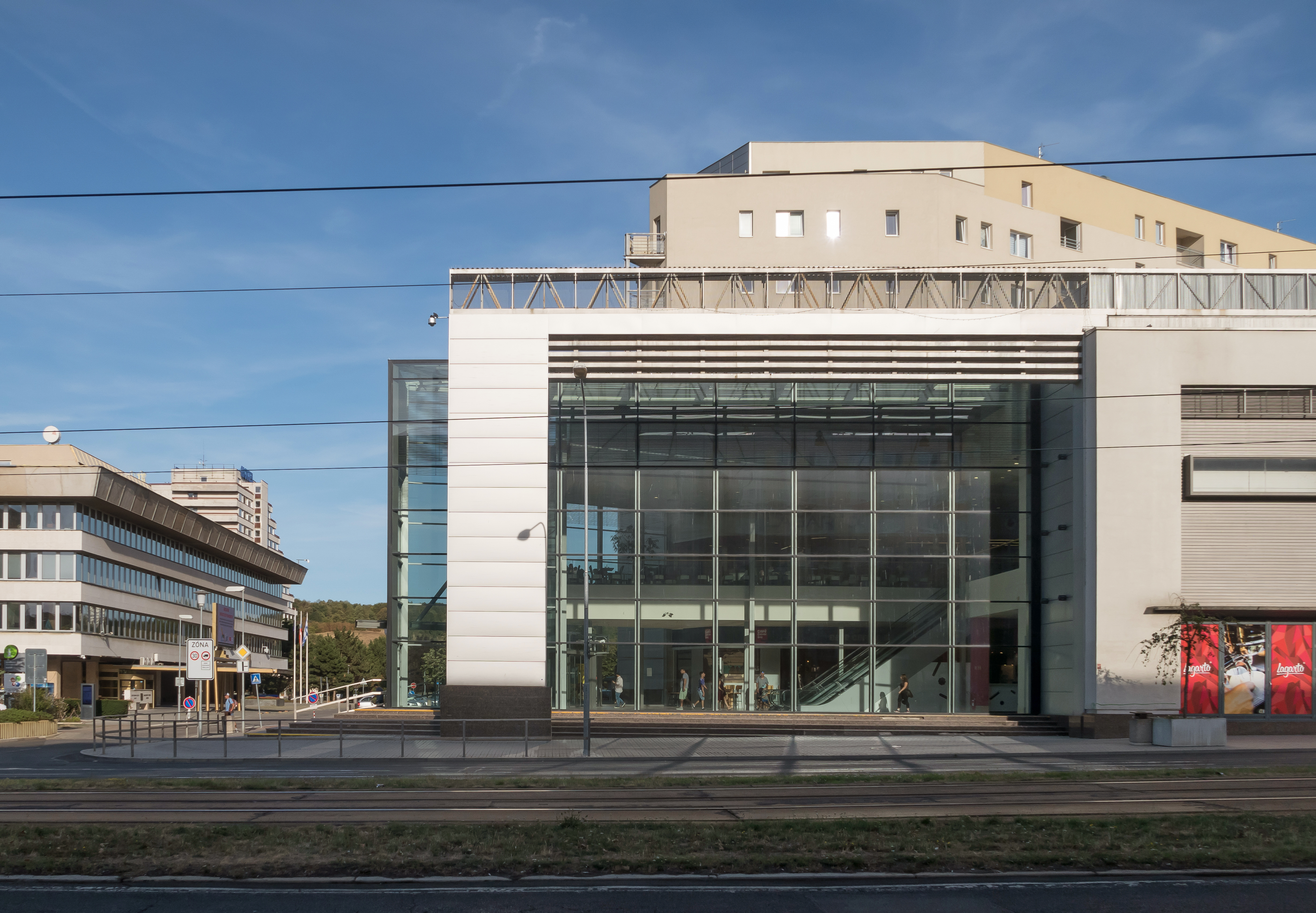
Ingang winkelcentrum Central
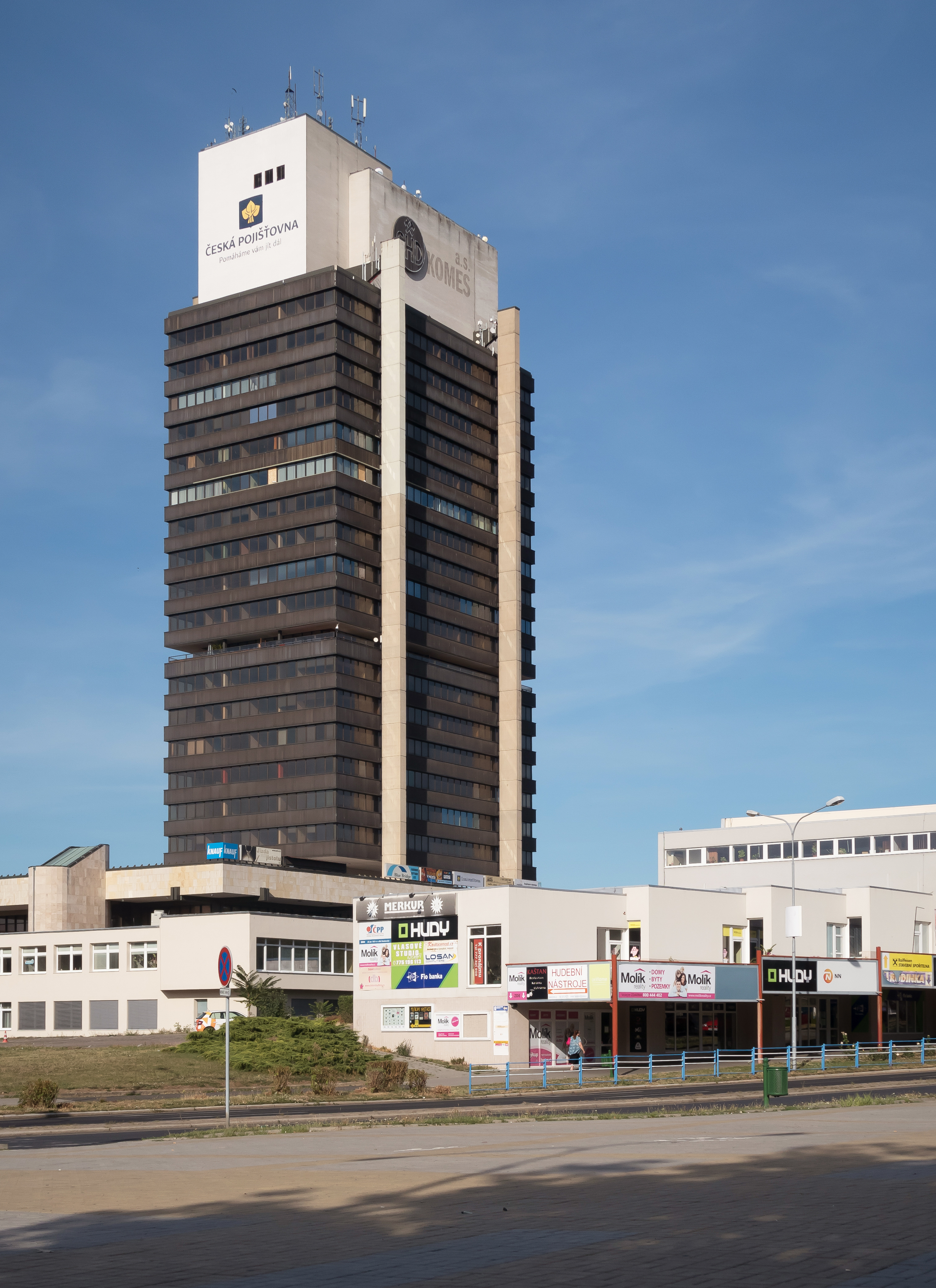
Kantoorgebouw: SHD Komes (bruinkool)
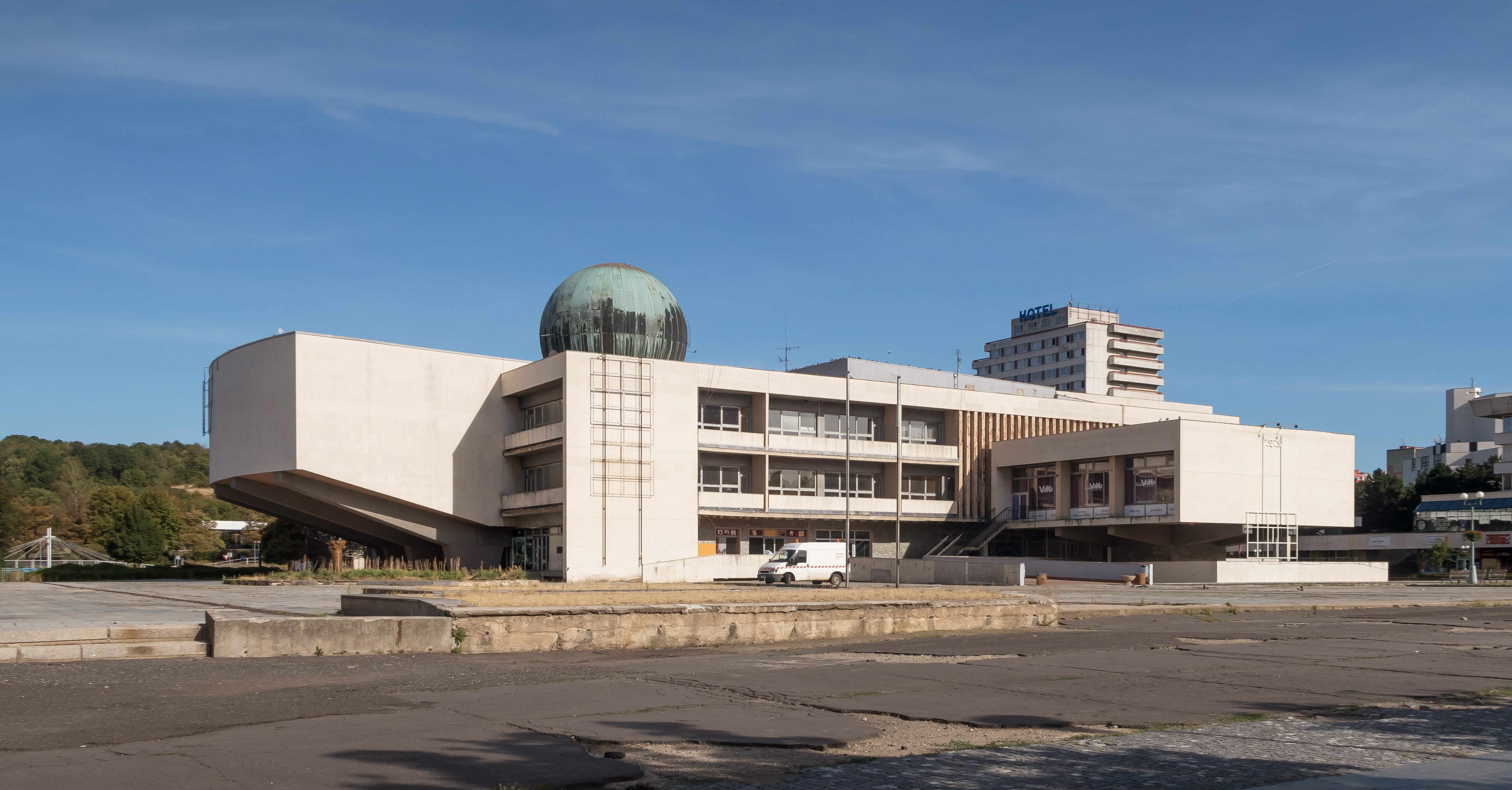
Planetarium Most
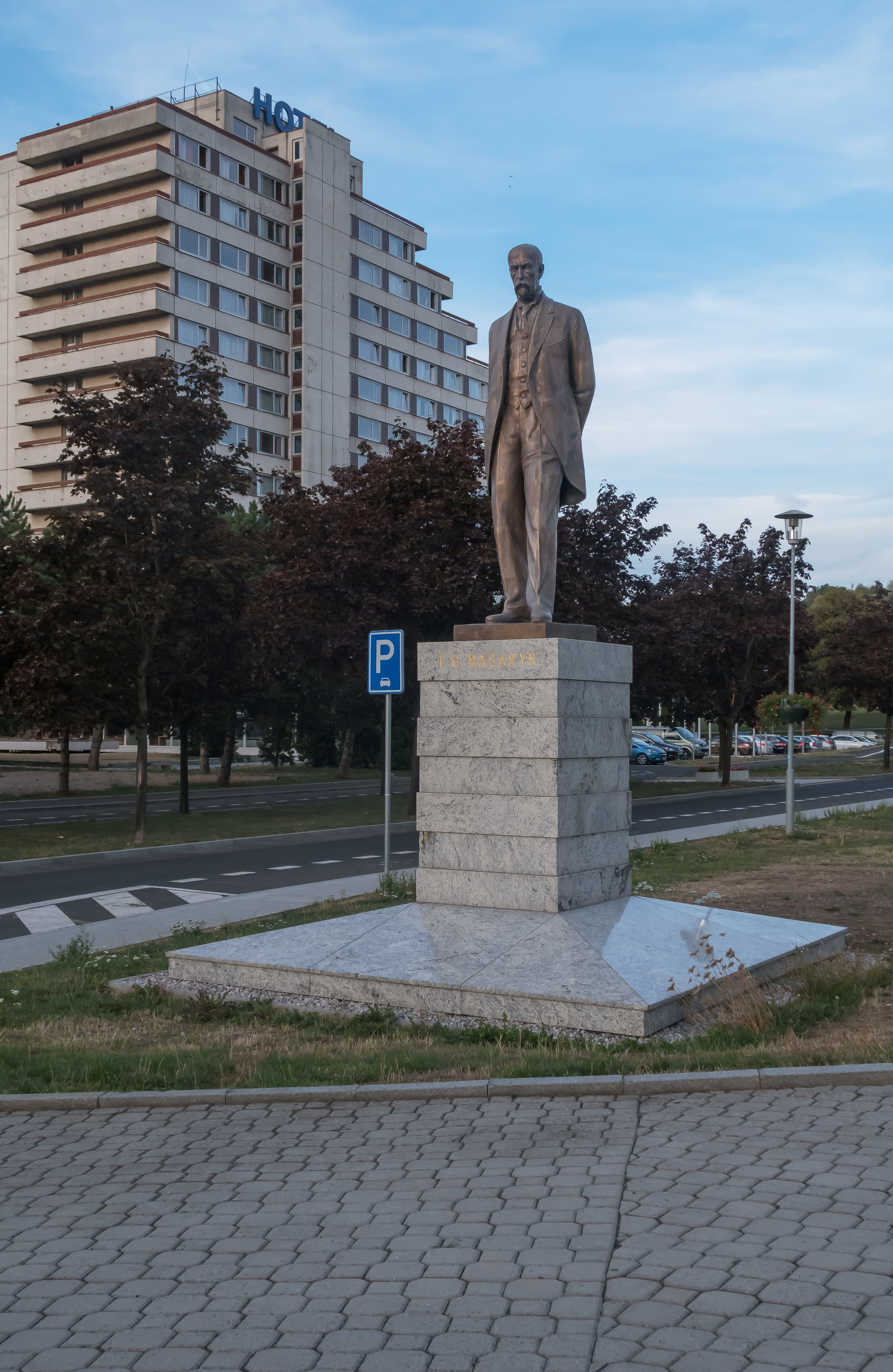
Standbeeld Tomáš Masaryk
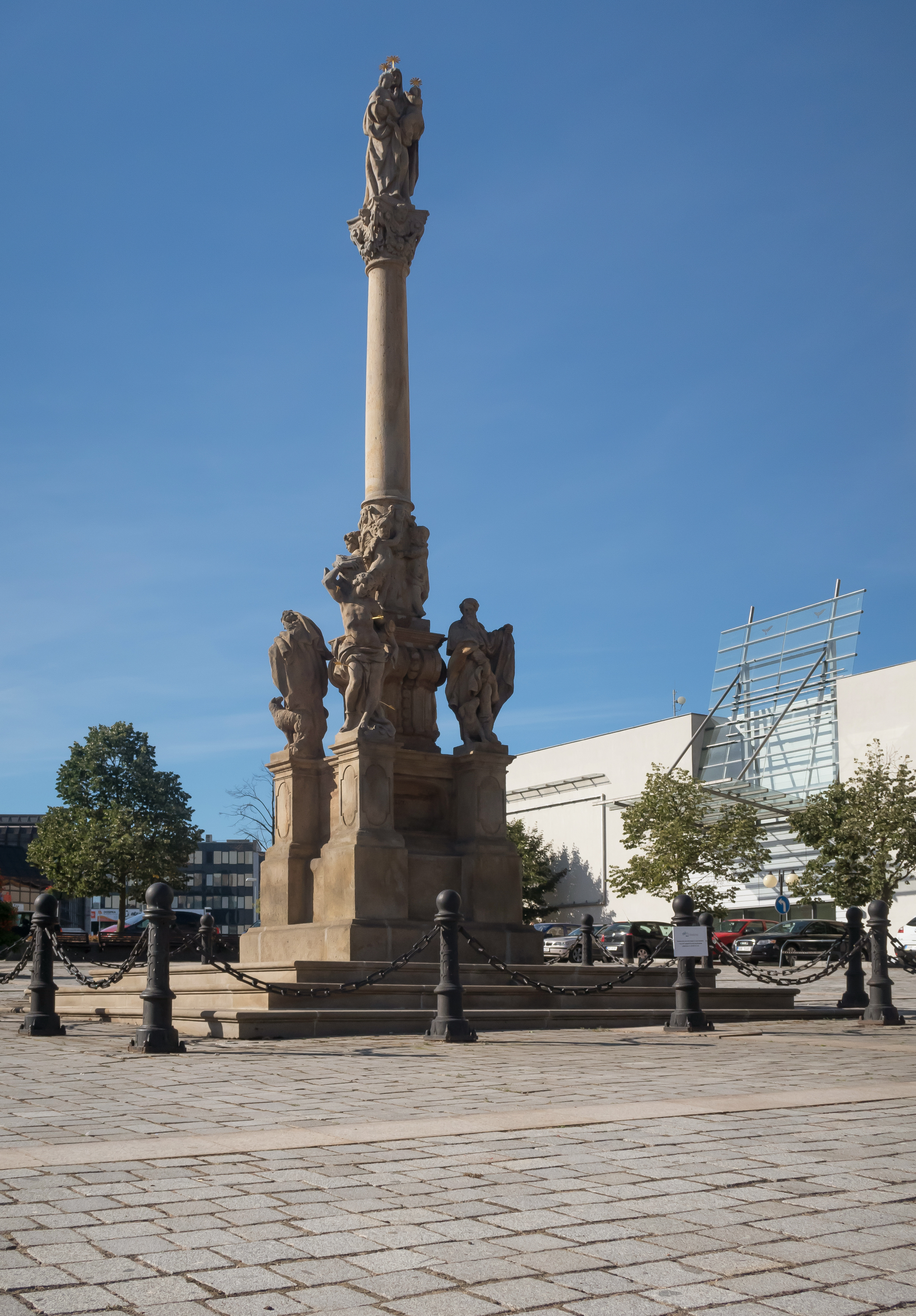
Zuil: Morový sloup se sousoším sv. Anny op 1. náměstí Most

Bečov ·
Bělušice ·
Braňany ·
Brandov ·
Český Jiřetín ·
Havraň ·
Hora Svaté Kateřiny ·
Horní Jiřetín ·
Klíny ·
Korozluky ·
Lišnice ·
Litvínov ·
Lom ·
Louka u Litvínova ·
Lužice ·
Malé Březno ·
Mariánské Radčice ·
Meziboří ·
Most ·
Nová Ves v Horách ·
Obrnice ·
Patokryje ·
Polerady ·
Skršín ·
Volevčice ·
Želenice
Brno · České Budějovice · Chomutov · Děčín · Frýdek-Místek · Havířov · Hradec Králové · Jablonec nad Nisou · Jihlava · Karlsbad (Karlovy Vary) · Karviná · Kladno · Liberec · Mladá Boleslav · Most · Olomouc · Opava · Ostrava · Pardubice · Pilsen (Plzeň) · Praag (Praha) · Přerov · Prostějov · Teplice · Ústí nad Labem · Zlín